# 扬塔尔造船厂
扬塔尔造船厂 (俄语：Прибалтийский судостроительный завод «Янтарь»)（或翻译为“琥珀造船厂”）， 是俄罗斯加里宁格勒的一家造船厂。全称“波罗的海扬塔尔造船厂”股份公司，它是俄罗斯联合造船集团的子公司。

## 历史
公司的历史可以追溯到19世纪上半叶位于东普鲁士的柯尼斯堡联合铸造公司。1930年，德国席绍造船厂收购了该公司。1945年，柯尼斯堡因二战的结果而归属苏联。 1945年7月8日，根据苏联国防委员会法令，在德国席绍造船厂下属的柯尼斯堡造船厂所在地建立造船厂，新船厂被苏联造船工业部编号为820。1966年，820造船厂更名为“波罗的海扬塔尔造船厂”，同年被授予劳动红旗勋章。扬塔尔造船厂于1972年投入使用新的封闭式船台，拥有了生产下水重量高达12,000吨的船舶的能力。2008年，该造船厂成为联合造船集团下属的一部分。

## 舰艇建造
自1945年成立至2021年，该造船厂共建造了160多艘海军舰艇，包括大型反潜舰、大型巡逻舰、大型登陆舰等。截至2021年，造船厂建造的大型舰艇有：
| 型号                         | 计划编号     | 建造数量 | 首舰入役年份 | 备注            |
| ---------------------------- | ------------ | -------- | ------------ | --------------- |
| 短吻鳄级登陆舰               | 1171工程     | 14艘     | 1966年       |                 |
| 风暴海燕级护卫舰             | 1135工程     | 8艘      | 1970年       |                 |
| 风暴海燕级护卫舰II型         | 1135M工程    | 11艘     | 1975年       |                 |
| 犀牛级大型登陆舰             | 1174工程     | 3艘      | 1978年       |                 |
| 无畏级驱逐舰                 | 1155工程     | 9艘      | 1980年       | 1艘为1155.1工程 |
| 不惧级护卫舰                 | 11540工程    | 2艘      | 1993年       |                 |
| 塔尔瓦级巡防舰               | 11356工程    | 3艘      | 2012年       | 印度海军        |
| 格里戈洛维奇海军上将级巡防舰 | 11356R/М工程 | 6艘      | 2016年       | 3艘转售印度海军 |
| 伊凡格林级大型登陆舰         | 11711工程    | 2艘      | 2018年       | [ 5 ]           |